# Jan Bláha
Pour les articles homonymes, voir Blaha.
Jan Bláha, né le 25 juin 1971 à Brloh, est un coureur de fond tchèque. Il a terminé troisième du Grand Prix alpin 1997 et a remporté onze titres nationaux en athlétisme.

## Biographie
Jan se révèle le 28 mai lors de la première édition des championnats de République tchèque de semi-marathon en remportant le titre avec un excellent temps de 1 h 4 min 45 s,. Le 28 août, il démontre de bons résultats en course en montagne en s'imposant au Kitzbüheler Horn. Sélectionné pour les championnats du monde de semi-marathon à Oslo, il s'y classe 95e en 1 h 6 min 53 s.
Alternant entre marathon et course en montagne, il s'illustre dans cette dernière discipline lors du Grand Prix alpin 1997 en décrochant deux podiums aux courses de montagne du Danis et du Hochfelln. Il termine à la troisième place du classement général. 
Le 21 mai 2000, Jan termine seizième du marathon de Prague en 2 h 18 min 43 s. Terminant meilleur Tchèque, il décroche son premier titre national sur la distance. Il remporte ensuite le titre de champion de République tchèque de course en montagne en s'imposant pour la première fois à la course de montagne Janské Lázně-Černá Hora.
Le 20 mai 2001, il réalise une excellente course lors du marathon de Prague. Courant aux avant-postes, il termine neuvième du marathon en 2 h 15 min 54 s, signant son record personnel et décrochant son deuxième titre national en marathon,. Une semaine plus tard, il prend le départ des championnats de République tchèque semi-marathon à Vyškov. Sans forcer l'allure, il laisse filer l'Ukrainien Andrey Danilov et le Slovaque Ján Križák en tête. Il assure la troisième place et s'offre son second titre sur la distance.
Le 8 septembre 2002, il s'élance sur le nouveau parcours rallongé du Dreizinnen-Marathon. Il s'impose et établit la nouvelle référence en 1 h 46 min 11 s.
En 2003, à 32 ans, Jan s'illustre également sur piste en décrochant le titre de champion de République tchèque du 10 000 mètres.
Le 11 septembre 2004, il s'élance pour la première fois sur le marathon de la Jungfrau. Combinant ses talents de marathonien et de coureur en montagne, il effectue le début de course aux côtés du Britannique Billy Burns et de l'Éthiopien Feyisha Mengesha. Il accélère en milieu de course afin de tenter de rattraper le leader Tesfaye Eticha. Ce dernier ayant pris une avance considérable, Jan n'arrive pas à combler le retard et doit faire face à la remontée éclair de Fekadu Bekele en fin de course et assure la deuxième marche du podium.

## Palmarès

### Route
| Année | Compétition                                         | Lieu                  | Place | Épreuve       | Temps           |
| ----- | --------------------------------------------------- | --------------------- | ----- | ------------- | --------------- |
| 1994  | Championnats de République tchèque de semi-marathon | Havlovice             | 1er   | Semi-marathon | 1 h 4 min 45 s  |
| 1995  | Marathon de Majorque                                | Calvià                | 3e    | Marathon      | 2 h 21 min 22 s |
| 1997  | Semi-marathon de Graz                               | Graz                  | 1er   | Semi-marathon | 1 h 8 min 7 s   |
| 1997  | Marathon de Majorque                                | Calvià                | 1er   | Marathon      | 2 h 18 min 13 s |
| 1998  | Semi-marathon de Palma de Majorque                  | Palma de Majorque     | 2e    | Semi-marathon | 1 h 6 min 45 s  |
| 1998  | Marathon de Majorque                                | Calvià                | 5e    | Marathon      | 2 h 24 min 57 s |
| 2000  | Marathon de Majorque                                | Calvià                | 1er   | Marathon      | 2 h 21 min 24 s |
| 2001  | Marathon de Prague                                  | Prague                | 9e    | Marathon      | 2 h 15 min 54 s |
| 2001  | Championnats de République tchèque de semi-marathon | Vyškov                | 1er   | Semi-marathon | 1 h 8 min 41 s  |
| 2001  | Marathon de Majorque                                | Calvià                | 2e    | Marathon      | 2 h 24 min 1 s  |
| 2002  | Marathon d'Ibiza                                    | Santa Eulària des Riu | 2e    | Marathon      | 2 h 23 min 30 s |
| 2003  | Marathon de Prague                                  | Prague                | 8e    | Marathon      | 2 h 22 min 21 s |
| 2003  | Marathon de Majorque                                | Calvià                | 5e    | Marathon      | 2 h 26 min 54 s |
| 2005  | Championnats de République tchèque de semi-marathon | Domažlice             | 1er   | Semi-marathon | 1 h 8 min 10 s  |
| 2005  | Marathon de Prague                                  | Prague                | 6e    | Marathon      | 2 h 17 min 59 s |
| 2005  | Marathon de Majorque                                | Calvià                | 3e    | Marathon      | 2 h 40 min 46 s |

### Piste
| Année | Compétition                                     | Lieu    | Place | Épreuve  | Temps          |
| ----- | ----------------------------------------------- | ------- | ----- | -------- | -------------- |
| 2003  | Championnats de République tchèque d'athlétisme | Olomouc | 1er   | 10 000 m | 30 min 24 s 04 |
| 2005  | Championnats de République tchèque d'athlétisme | Kladno  | 1er   | 5 000 m  | 14 min 45 s 10 |

### Course en montagne
| no  | masculin           | Course                                                   | Longueur | Départ            | Temps           |
| --- | ------------------ | -------------------------------------------------------- | -------- | ----------------- | --------------- |
| 1re | Médaille d'or      | Course de montagne du Kitzbüheler Horn                   | 12,9 km  | 28 août 1994      | 1 h 0 min 11 s  |
| 2e  | Médaille d'argent  | Course de montagne du Danis                              | 10,4 km  | 13 juillet 1997   | 41 min 49 s     |
| 2e  | Médaille d'argent  | Course de montagne du Hochfelln                          | 8,9 km   | 28 septembre 1997 |                 |
| 1re | Médaille d'or      | Championnats de République tchèque de course en montagne | 8,6 km   | 19 août 2000      | 35 min 31 s     |
| 2e  | Médaille d'argent  | Course de montagne du Grossglockner                      | 13,4 km  | 22 juillet 2001   | 1 h 14 min 12 s |
| 3e  | Médaille de bronze | Course de Schlickeralm                                   | 11,2 km  | 5 août 2001       | 1 h 0 min 27 s  |
| 3e  | Médaille de bronze | Course de montagne du Kitzbüheler Horn                   | 12,9 km  | 25 août 2002      | 1 h 1 min 57 s  |
| 1re | Médaille d'or      | Dreizinnen-Marathon                                      | 21 km    | 8 septembre 2002  | 1 h 46 min 11 s |
| 1re | Médaille d'or      | Championnats de République tchèque de course en montagne | 8,6 km   | 9 août 2003       | 34 min 37 s     |
| 3e  | Médaille de bronze | Course du Cervin                                         | 14,35 km | 17 août 2003      | 1 h 8 min 3 s   |
| 2e  | Médaille d'argent  | Course de montagne du Kitzbüheler Horn                   | 12,9 km  | 24 août 2003      | 1 h 0 min 56 s  |
| 3e  | Médaille de bronze | Dreizinnen-Marathon                                      | 21 km    | 14 septembre 2003 | 1 h 50 min 45 s |
| 2e  | Médaille d'argent  | Marathon de la Jungfrau                                  | 42,2 km  | 11 septembre 2004 | 3 h 1 min 52 s  |
| 6e  | 6e                 | Sierre-Zinal                                             | 31 km    | 14 août 2005      | 2 h 41 min 18 s |
| 2e  | Médaille d'argent  | Course de montagne du Kitzbüheler Horn                   | 12,9 km  | 28 août 2005      | 59 min 7 s      |
| 3e  | Médaille de bronze | Course de montagne du Kitzbüheler Horn                   | 12,9 km  | 31 août 2008      | 1 h 4 min 10 s  |
| 2e  | Médaille d'argent  | LGT Alpin Marathon                                       | 42,2 km  | 13 juin 2010      | 3 h 18 min 16 s |

## Records
| Épreuve              | Épreuve              | Performance     | Date            | Lieu             |
| -------------------- | -------------------- | --------------- | --------------- | ---------------- |
| 3 000 mètres         | en salle             | 8 min 30 s 52   | 19 février 2005 | Prague           |
| 3 000 mètres         | Plein air            | 8 min 33 s 56   | 25 août 2007    | Třinec           |
| 5 000 mètres         | 5 000 mètres         | 14 min 45 s 10  | 3 juillet 2005  | Kladno           |
| 10 000 mètres        | 10 000 mètres        | 28 min 24 s 37  | 21 mai 1994     | Prague           |
| 3 000 mètres steeple | 3 000 mètres steeple | 9 min 34 s 98   | 2 juin 2007     | Olomouc          |
| 10 kilomètres        | 10 kilomètres        | 30 min 1 s      | 10 octobre 2004 | Uherské Hradiště |
| 15 kilomètres        | 15 kilomètres        | 46 min 58 s     | 6 mai 2006      | Louny            |
| 10 miles             | 10 miles             | 53 min 21 s     | 20 mars 1999    | Leonding         |
| 20 kilomètres        | 20 kilomètres        | 1 h 10 min 3 s  | 5 décembre 2009 | Machulince       |
| Semi-marathon        | Semi-marathon        | 1 h 4 min 45 s  | 28 mai 1994     | Havlovice        |
| 25 kilomètres        | 25 kilomètres        | 1 h 21 min 16 s | 17 août 1997    | Žebrák           |
| Marathon             | Marathon             | 2 h 15 min 54 s | 20 mai 2001     | Prague           |